# 蘇蕙

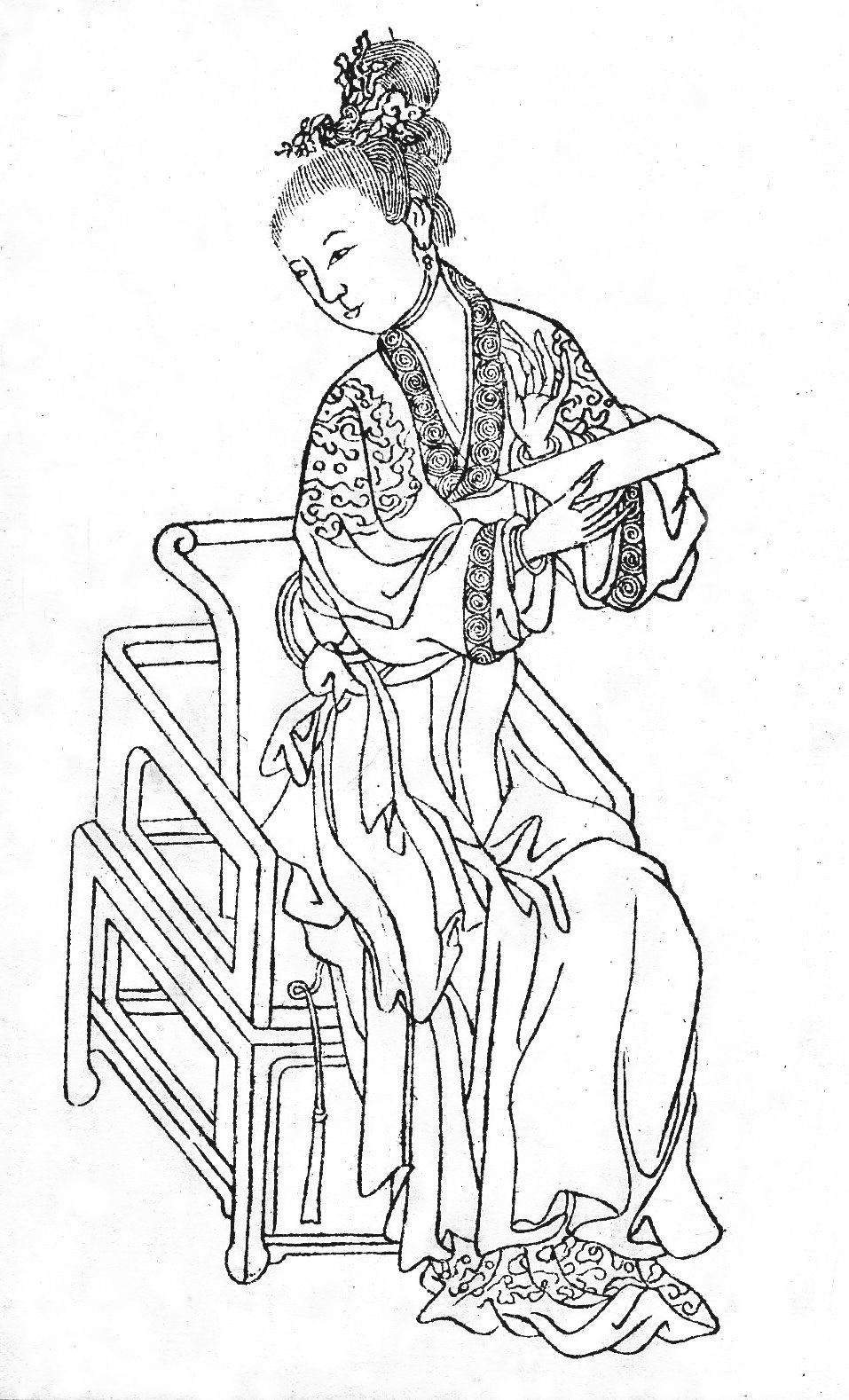
蘇蕙　／　『晩笑堂竹荘畫傳』より

蘇 蕙（そ けい、生没年未詳）は、五胡十六国時代の前秦の女性で詩人。字は若蘭。始平郡武功県の人。父は東晋の陳留県令の蘇道質。

## 生涯
若くして文才あり。苻堅の治めていた時代の前秦にいた竇滔に嫁ぐ。夫の竇滔が秦州刺史となり流沙に赴任することになるが、別に妾を連れて行き正妻の蘇蕙を伴わなかった。蘇蕙は思慕の念に耐えきれず、錦を織り、「廻文旋図の詩」をその中に織りこんで贈った。その文は順に読んでも逆に読んでも平仄や韻字の法則にかない、循環させて読むことができた。およそ840字でできたその文は絢爛多彩で、はなはだ凄艶であったという。現存はしていないが、これが後に流行した廻文の始まりであるという。その錦に織られた文を読んだ夫は妾を関中に送り返し、蘇蕙を呼び寄せたともいう。

## 文献
- 『晋書』96
- 上官周『晩笑堂竹荘畫傳』